# 덕신로
덕신로(Deoksin-ro)는 울산광역시 울주군 온산읍 덕신리 온산삼거리와 방도리 대덕삼거리를 잇는 울산광역시의 도로이다.

## 주요 경유지
울산광역시
- 울주군 (온산읍)

## 노선
| 이름                        | 접속 노선              | 소재지     | 소재지 | 비고 |
| --------------------------- | ---------------------- | ---------- | ------ | ---- |
| 온산삼거리                  | 국도 제14호선 (남창로) | 울산광역시 | 울주군 |      |
| 덕동 교차로                 | 덕산외로               | 울산광역시 | 울주군 |      |
| 덕동마을입구 교차로         | 덕동길                 | 울산광역시 | 울주군 |      |
| 덕신교                      |                        | 울산광역시 | 울주군 |      |
| 덕신프라자앞 교차로         | 신경길 서영남길        | 울산광역시 | 울주군 |      |
| 덕신사거리                  | 서영남1길 신경3길      | 울산광역시 | 울주군 |      |
| 온산우체국앞 교차로         | 덕망로 신경6길         | 울산광역시 | 울주군 |      |
| 덕신소공원 교차로           | 덕신1길 원신온길       | 울산광역시 | 울주군 |      |
| 온산오거리                  | 원신온2길 명봉거남로   | 울산광역시 | 울주군 |      |
| 온산읍행정복지센터앞 교차로 | 덕남로                 | 울산광역시 | 울주군 |      |
| 기산 교차로                 | 덕신외로               | 울산광역시 | 울주군 |      |
| 화산 교차로                 | 화산로                 | 울산광역시 | 울주군 |      |
| 이수삼거리                  | 산암로                 | 울산광역시 | 울주군 |      |
| 대덕삼거리                  | 공단로                 | 울산광역시 | 울주군 |      |
| 온산로와 직결               |                        |            |        |      |

## 주요 시설및 건물
- HD현대오일뱅크 온산셀프주유소 (덕신로 2/덕신리 1139-4)
- 온산운동장 (덕신로 180/덕신리 985)
- 신한은행 온산금융센터 (덕신로 217/덕신리 600-8)
- GS칼텍스 덕신주유소 (덕신로 218/덕신리 333-1)
- 온산파출소 (덕신로 229/덕신리 579-2)
- 울산온산소방서 (덕신로 230/덕신리 541-1)
- S-OIL 청송주유소 (덕신로 214/덕신리 572-7)
- 울산온산우체국 (덕신로 244/덕신리 554-3)
- 현대자동차 블루핸즈 온산점 (덕신로 248/덕신리 563-3)
- 써브웨이 울산덕산점 (덕신로 261/덕신리 1285-4)
- GS25 울산덕신점 (덕신로 263/덕신리 1285-3)
- 알뜰 백경주유소 (덕신로 478/화산리 1007-6)
- S-OIL 온산LPG충전소 (덕신로 490/화산리 1006-6)
- GS25 온산OK점 (덕신로 492/화산리 1006-5)
- 쉐보레 온산바로서비스 (덕신로 496/화산리 1006-3)